# Exomalopsis robertsi
Exomalopsis robertsi är en biart som beskrevs av Timberlake 1980. Exomalopsis robertsi ingår i släktet Exomalopsis och familjen långtungebin. Inga underarter finns listade i Catalogue of Life.